# Terenotriccus erythrurus

El mosquerito colirrojo (Terenotriccus erythrurus) es una especie de ave paseriforme perteneciente a la familia Onychorhynchidae —aunque situado en Tityridae o en Oxyruncidae dependiendo de la clasificación adoptada—, anteriormente colocado en la familia Tyrannidae. Es la única del género monotípico Terenotriccus. Se encuentra desde México hasta el norte de Bolivia, norte y centro del Brasil y las Guayanas. 

## Nombres vulgares
Se le denomina también mosquerito colirrufo (en Costa Rica y México), mosquiterito colirrufo (en Nicaragua), atrapamoscas colicastaño (en Venezuela), atrapamoscas colirrufo (en Colombia), mosquerito colirrojizo (en Ecuador), cazamoscas colirrufo (en Honduras), mosquero cola castaña (en México) o mosquerito de cola rojiza (en Perú).

## Descripción
Mide 9 a 10,2 cm de longitud y pesa en promedio 7 g. La cabeza, la espalda y los hombros son oliva grisáceo, con un matiz ocráceo en la frente. El anillo ocular, la rabadilla, las coberteras supracaudales, la cola y el borde grueso en las coberteras alares y la remeras son de color rufo canela. La garganta es ante. El pecho es entre canela y ocráceo; el abdomen es más pálido y anteado. La maxila es negra y la mandíbula es color castaño pálido a anaranjado claro. Las patas son amarillentas.

## Distribución y hábitat
Se distribuye por México, Belice, Guatemala, Honduras, Nicaragua, Costa Rica, Panamá, Colombia, Venezuela, Guyana, Guayana francesa, Surinam, Brasil, Ecuador, Perú y Bolivia.
Esta especie es considerada bastante común y ampliamente diseminada en su hábitat natural: los niveles bajos o intermedios de las selvas húmedas y bosques secundarios altos, a menos de 1100 m de altitud.

## Comportamiento
Es encontrado solitario, encaramado erecto en ramas abiertas. Algunas veces acompaña bandadas mixtas del sotobosque, donde también se mueve por sí mismo. Ocasionalmente dobla un ala por sobre el dorso.

### Alimentación
Se alimenta de insectos, especialmente de cicaélidos, recogido en el follaje o cazados en búsquedas aéreas acrobáticas.

### Reproducción
El nido es una bolsa en forma de pera de fibras vegetales y hojas con una entrada lateral con visera, construida por la hembra la maleza y suspendido de una rama, a una altura de 1,5 a 6,2 m. La hembra pone 2 huevos blancos con manchas de color castaño y son incubados por la hembra durante 15 a1 16. El macho no juega ningún papel en el cuidado de los huevos ni de los polluelos.

### Vocalización
Su llamado es «si-oou si» y su canto un repetitivo «ik ik ik ik ik».

## Sistemática

### Descripción original
La especie T. erythrurus fue descrita por primera vez por el ornitólogo alemán Jean Cabanis en 1847 bajo el nombre científico Myiobius erythrurus; la localidad tipo es: «Cayenne».
El género Terenotriccus fue descrito por el ornitólogo estadounidense Robert Ridgway en 1905.

### Etimología
El nombre genérico masculino «Terenotriccus» se compone de las palabras del griego «τερην terēn, τερενος terenos»: suave, delicado y «τρικκος trikkos»: pequeña ave no identificada, en ornitología, «triccus» significa «atrapamoscas tirano»; y el nombre de la especie «erythrurus», se compone de las palabras del griego «ερυθρος eruthros»: rojo, rojizo, y «ουρος ouros»: de cola; significando «de cola rojiza».

### Taxonomía
El género ha sido unido a Myiobius algunas veces, con el cual se piensa que forma un clado monofilético. La validad de muchas de las subespecies es considerada dudosa, y signatus, purusianus y amazonus tal vez estarían mejor si fundidas con brunneifrons; se precisan más trabajos para resolver la taxonomía interna.
Tradicionalmente, el presente género pertenecía a la familia Tyrannidae. Los amplios estudios genético-moleculares realizados por Tello et al. (2009) descubrieron una cantidad de relaciones novedosas dentro del suborden Tyranni que todavía no están reflejadas en la mayoría de las clasificaciones, confirmados por los estudios de Ohlson et al. (2013). Según el ordenamiento propuesto, los géneros Onychorhynchus, Myiobius y Terenotriccus se agrupan en una nueva  familia propuesta Onychorhynchidae. El Comité Brasileño de Registros Ornitológicos (CBRO)  y Avibase ya adoptan dicha familia.
El Comité de Clasificación de Sudamérica (SACC), con base en los estudios citados y en las evidencias presentadas en el estudio de Oliveros et al. (2019), que demostraron que los géneros Onychorhynchus y Myiobius divergieron del resto de Tyrannidae alrededor de 23 mya (millones de años atrás) en el Mioceno temprano, finalmente aprobó la nueva familia en la parte A de la Propuesta no 827.

### Subespecies
Según las clasificaciones del Congreso Ornitológico Internacional (IOC) y Clements Checklist v.2018, se reconocen ocho subespecies, con su correspondiente distribución geográfica:
- Terenotriccus erythrurus fulvigularis (Salvin & Godman, 1889) - sureste de México (desde Tabasco y sur de Campeche), norte de Guatemala y Belice al sur hasta Panamá, norte y oeste de Colombia y  noroeste de Ecuador, y localmente en el norte de Venezuela.
- Terenotriccus erythrurus venezuelensis J.T. Zimmer, 1939 - sureste de Venezuela (Amazonas, sur de Bolívar) e inmediatamente adyacente este de Colombia (río Guainía) y extremo noroeste de Brasil (alto río Negro).
- Terenotriccus erythrurus erythrurus (Cabanis, 1847) - este de Venezuela (este de Bolívar), las Guayanas y noreste de Brasil (río Negro al este hasta Amapá).
- Terenotriccus erythrurus signatus J.T. Zimmer, 1939 - Este de Colombia al sur hasta el este de Ecuador, este del Perú (norte del río Marañón) y localmente en el noroeste de Brasil (noroeste de Amazonas al sur hasta el río Solimões).
- Terenotriccus erythrurus brunneifrons Hellmayr, 1927 - este del Perú (sur del Marañón), adyacente suroeste de Brasil y noroeste y oeste de Bolivia.
- Terenotriccus erythrurus purusianus (Parkes & Panza, 1993) - medio río Purus, región al oeste de Brasil.
- Terenotriccus erythrurus amazonus J.T. Zimmer, 1939 - centro de Brasil al sur del río Amazonas (del Purús al este hasta el río Tapajós, al sur a lo largo del río Madeira hasta la región de desembocadura del río Ji-Paraná).
- Terenotriccus erythrurus hellmayri (Snethlage, 1907) - noreste de Brasil a lo largo del bajo río Tocantins al este hasta Maranhão.